# フラマン語
フラマン語（フラマン語・オランダ語: Vlaams, フランス語: Flamand, 英語: Flemish）は、ベルギーおよびフランス北東部で話されている低地フランク語の系統の呼称。一般的にはベルギーで話されているオランダ語を指す呼び方である。

## 概要
「フラマン語」という言語名は一般的に、フランス北東部、ベルギー北部のフランデレン地域からオランダ、ドイツ北西部にまたがって話されている低地フランク語のうち、フランス北東部とフランデレン地域のものを、オランダで話されているオランダ語と区別するために使われるが、独立した一言語ではなく、低地フランク語の中の社会言語学的な分類である。
ときに「オランダ語の方言」と表現されることもあるが、言語学的にはフラマン語という1つの方言（あるいはフラマン語と総称される諸方言）があるのではなく、低地フランク語の諸方言がベルギー、オランダの両者にまたがり横断的に分布し、同じ方言群が属する国によって違う言語名で呼ばれている。
オランダ語は低地ドイツ語の方言という考え方があるが、それに従えば、フラマン語も低地ドイツ語の方言として分類される。
ベルギー国内のフラマン語使用地域である北部はフラマン語共同体を形成している。

## ベルギーの言語とフラマン語

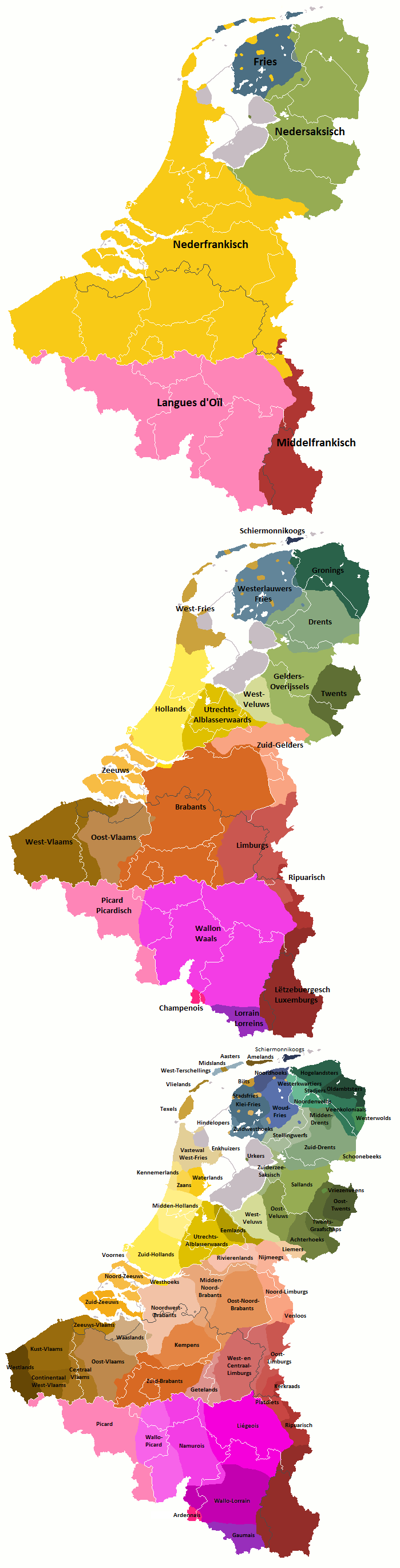
ベネルクス3国の言語分類。下に行くほど細かい分類となる。

- ベルギーの言語
  - 低地ドイツ語
    - 低地フランク語
      - フラマン語（公用語）
        - リンブルフ語
        - ブラバント語（英語版）
        - 東フラマン語（英語版）
        - 西フラマン語

  - 高地ドイツ語
    - ドイツ語（公用語）
      - リプアーリ語

    - ルクセンブルク語

  - オイル語
    - フランス語（公用語）
    - ワロン語（ベルギー南部のワロン地域）
    - ピカルディ語
    - シャンパーニュ語
    - ロレーヌ語